# Ibis posvátný

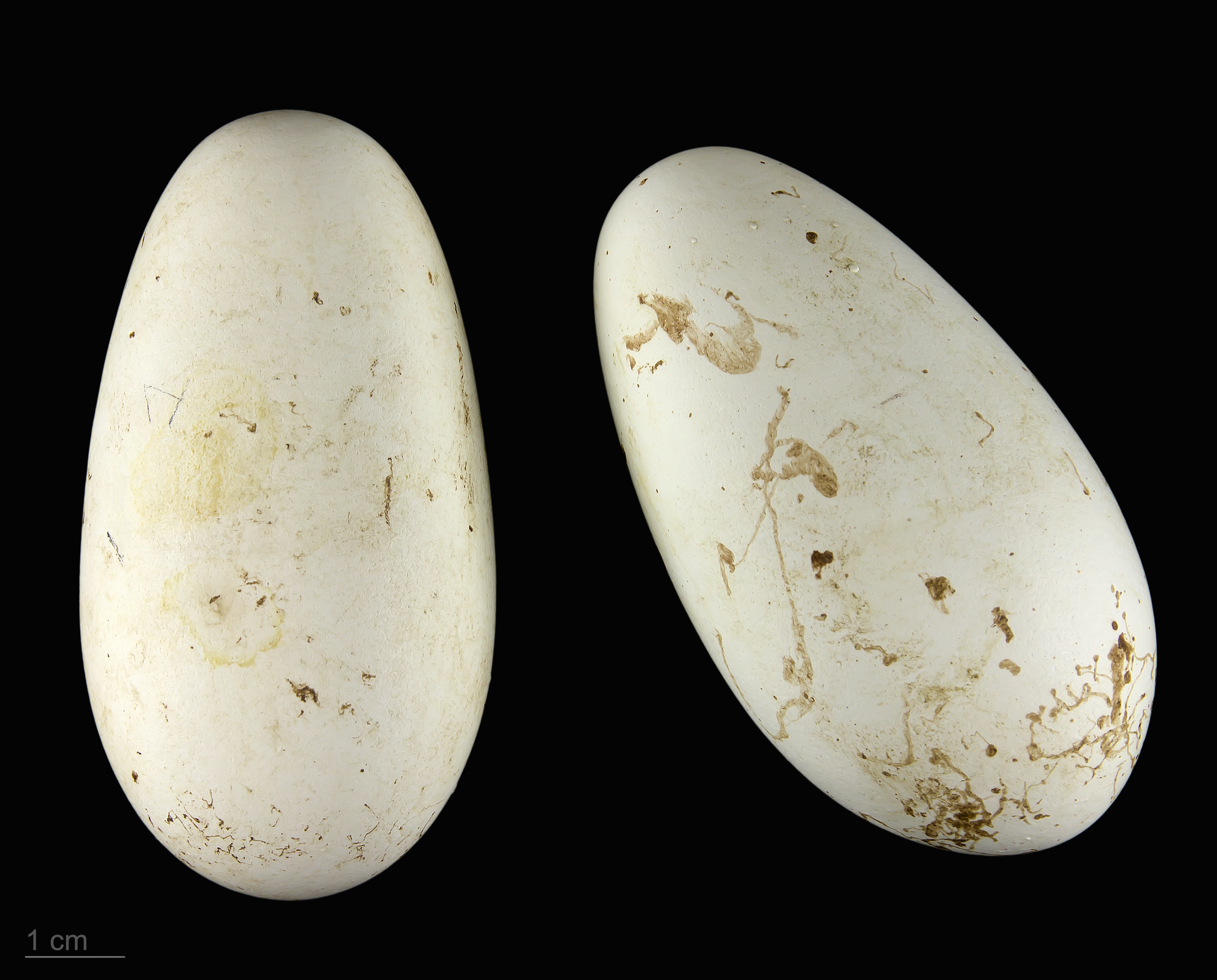
Threskiornis aethiopicus

Ibis posvátný (Threskiornis aethiopicus) je ibis rodu Threskiornis. Pro starověké Egypťany byl ibis posvátným zvířetem, ztělesňoval pro ně Thovta, boha písma a moudrosti. Často byl mumifikován a pohřbíván na zvláštních pohřebištích; doposud bylo nalezeno přes milión mumií ibisů posvátných.
Ibis žil na většině území Afriky, zejména na jih od Sahary a v povodí Nilu, dodnes v ní obývá řadu rozsáhlých oblastí – v Egyptě však byl vyhuben v 19. století. Mimo to žije i v Asii (např. v JV Iráku) a byl zavlečen do některých zemí Evropy. Většinou si vybírá bažinaté území ve vnitrozemí.
Živí se hmyzem, rybami, žábami nebo jinými vodními živočichy. Dospělec je 68 cm dlouhý a má bílé opeření s černě zbarveným ocasem, holým krkem a hlavou, tlustým zakřiveným zobákem a končetinami. V letu je viditelný černý okraj křídel. Pohlaví se zbarvením neliší, mladí ptáci mají špinavě bílé opeření, menší zobák a prachové peří na krku.
Ibis posvátný je obvykle tichý, ale občas se ozývá skřehotavými zvuky, které zní jako kachní.
Hnízdí ve velkých koloniích na stromech i na zemi, často ve společnosti jiných brodivých ptáků, např. volavek. Klade 2–3 vejce, na kterých sedí 28–29 dní. Mláďata rodiče opouští ve 35–40 dnech života.